# Joan V Paleòleg
Joan V Paleòleg (grec medieval: Ιωάννης Παλαιολόγος, en llatí: Ioannēs V Palaiologos), (1332 – 16 de febrer del 1391) fou fill de l'emperador Andrònic III Paleòleg i de Joana de Savoia (filla del comte Amadeu V de Savoia i de Maria de Brabant). Segons el desig del seu pare, per ser menor d'edat quan va heretar el tron, el govern dels primers anys l'havia d'assumir Joan VI Cantacuzè però la mare del noi va conspirar per fer-lo fora i va portar el país a una destructiva guerra civil. Quan Joan V va assolir el poder en solitari va cercar suport a Roma i va renunciar a la fe ortodoxa, per tal de fer front a tots els enemics del seu imperi: otomans, búlgars i serbis, principalment. El seu fill gran, Andrònic, i el seu net Joan van voler usurpar el tron per desavinences sobre la seva política amb els banquers venecians. Malgrat els seus esforços, no va poder evitar acabar acceptant sotmetre's al vassallatge dels otomans.

## Ascens al tron
A finals del 1341 (o primers dies del 1342) va succeir el seu pare quan aquest va morir. Tenia llavors uns 9 anys.
El difunt havia encarregat la regència al seu amic Joan VI Cantacuzè, però al cap d'uns dos mesos fou apartat del poder per una conspiració encapçalada per Anna, la mare de Joan V Paleòleg, el patriarca Joan Calecas i el duc Aleix Apocaucos. Joan Cantacuzè es va establir a Demòtica, des d'on es va revoltar el març del 1342 i com que cap altra ciutat se li unia, va cercar suport a Esteve Dušan de Sèrbia. El procés de recuperació de la regència es va endarrerir per una epidèmia de disenteria que va atacar el seu exèrcit. L'emperadriu vídua va fer portar les joies de la corona a Venècia per empenyorar-les i obtenir diners per pagar un exèrcit. Finalment, el 1347 va poder entrar a la capital i es va proclamar coemperador tot respectant Joan V, però amb la condició que aquest no podria governar fins a la seva majoria d'edat, que seria als 25 anys segons el costum grec. Durant la guerra civil altres estats en van treure profit: la República de Gènova es va apoderar de Quios i Focea, l'Imperi Búlgar de Filipòpolis i Sèrbia de la regió d'Albània i algunes ciutats (Kastorià, Edessa i Serres).
El 1353 el jove Joan V Paleòleg es va revoltar amb 4.000 soldats aportats per Esteve Dušan de Sèrbia i per Ivan Alexandre de Bulgària. Joan VI va demanar suport al seu gendre otomà Orhan i els dos bàndols es van trobar en una gran batalla a la vora del riu Hebros, però fou derrotat i es va haver de refugiar a Tènedos amb els genovesos. Perduda a confiança en ell, Joan Cantacuzè el va excloure del tron i va proclamar el seu propi fill Mateu Cantacuzè com a coemperador i hereu del tron.
Un any després, el desembre del 1354 Joan Paleòleg va tornar amb una flota donada pels Gattiluso per recuperar el tron i va entrar victoriós a la capital, aclamat pel suport popular. Els primers dies de gener d'aquest any Joan VI Cantacuzé va abdicar i gairebé un any més tard Mateu també ho va fer. Joan Paleòleg va quedar com a únic emperador.

## L'amenaça otomana
El mateix 1355 els otomans van travessar el Bòsfor i van ocupar la fortalesa de Tzimpe (després Chini o Jemenlik). Un terratrèmol va empitjorar la situació i va fer que Joan V no trobés voluntaris per recuperar Tzimpe. El projecte de fundar fortaleses a Europa havia estat concebut per Suleyman, fill del soldà Orhan, governador de Cízic, i el va fer realitat, passant amb 10.000 cavallers i ocupant un extens districte a la desembocadura de l'Hebros. Suleyman va morir el 1358, però el seu germà Murat va continuar el projecte quan va assolir el tron otomà el 1359 a la mort del seu pare Orhan (Murat I). Joan V va provar d'aturar Murat amb or i amb soldats, sense èxit. Foren capturades Adrianòpolis i Filipòpolis. Després, els otomans van ocupar Gal·lípoli i van amenaçar Constantinoble. Murat va arribar fins a territori serbi, però va tenir cura de no ser sorprès a la retirada pels romans d'Orient. Els venecians van proposar que Joan els donés el govern de Tènedos per fer d'aquesta illa el quarter general de la defensa contra l'avanç otomà i a canvi li perdonaven tots els deutes contrets amb ells, però l'emperador no va voler desfer-se d'una illa que li havia estat fidel durant el seu exili. Joan V va escriure al papa Innocenci VI demanant-li vint vaixells i 500 cavallers, oferint a canvi posar fi al cisma de les dues esglésies reconeixent la supremacia de l'església catòlica i enviar el seu fill Manuel a Avinyó, que estaria retingut com a prova del compliment de la seva paraula.
El 1365 Joan va pujar pel Danubi per entrevistar-se amb Lluís I d'Hongria i al seu retorn fou retingut en territori búlgar, els quals temien que l'entrevista fos per aliar-se els dos estats contra ell. El comte Amadeu VI de Savoia, cosí de Joan, va anar a rescatar-lo i de pas va alliberar Gal·lípoli dels otomans i Mesèmbria del búlgars. El papa va demanar ajut a Hongria en defensa tant de l'Imperi Romà d'Orient com de Sèrbia i un exèrcit d'hongaresos i serbis dirigit pel rei Lluís I d'Hongria va avançar cap Adrianòpolis, però fou rebutjat a dos dies de distància en una batalla (1363). Però els otomans van continuar avançant i Murat va establir el 1369 la seva residència permanent a Adrianòpolis (reanomenada com a Edirne) i progressivament va conquerir Tràcia, però per la ferotge resistència dels serbis va considerar prudent signar la pau amb Joan V, que va haver de pagar tribut al soldà.
Joan V va demanar desesperadament ajut a Occident i va fer propostes al papa Urbà V. El mateix emperador va anar dues vegades a Roma el 1369 i el 1370. Urbà li va prometre 15 galeres, 500 homes amb armadura i 1.500 arquers, però aquestes forces mai no van arribar a Constantinoble. L'emperador, a canvi d'aquesta promesa i en presència de quatre cardenals, va professar la religió catòlica i va reconèixer el papa com a líder espiritual i cap de l'església grega.
Després, va anar a Venècia, on va pagar part dels deutes per recuperar les joies de la corona que havia empenyorat la seva mare i va demanar més diners per pagar al comte de Savoia els seus serveis, a canvi va cedir a la proposta de donar-los l'illa de Tènedos. Els venecians van demanar que Joan es quedés a la ciutat per assegurar que rebrien el pagament acordat. Mentre va ser fora va deixar el govern de l'imperi en mans del seu fill Andrònic, (l'Imperi Romà d'Orient, en aquell moment, es limitava a Constantinoble, Tessalònica, algunes illes i una part del Peloponès i Grècia) i li va demanar de vendre objectes sagrats de les esglésies per pagar els deutes, però Andrònic no va obeir ni va voler lliurar Tènedos. En canvi, el segon fill, Manuel, governador de Tessalònica, va vendre la seva propietat personal i va anar a Venècia a alliberar el seu pare (1370).
Els otomans van continuar avançant pels Balcans i van aconseguir sotmetre a vassallatge diversos prínceps serbis. Manuel es va enfrontar en batalla amb els otomans però el seu pare no li va donar suport i finalment va signar un tractat sotmetent-se també. Per a fer front a la desconfiança de Murat, Joan V li va enviar com a ostatge el seu tercer fill, Teodor. Després, va privar Andrònic de l'autoritat de la qual gaudia i va nomenar Manuel coemperador.

## La traïció d'Andrònic
Andrònic va planejar recuperar el poder i es va aliar a Savcı Bey, un dels fills de Murat I (els historiadors grecs l'anomenen Moisès el Cavaller), que en absència del pare governava les províncies europees. Es van entrevistar i es van aliar per matar els seus respectius pares i assolir el poder suprem. Murat es va assabentar de la conspiració, però només va conèixer el paper del seu fill i no el d'Andrònic, i va cridar Joan V a la seva cort per veure si hi estava implicat. Joan V no va trigar a convèncer Murat del que passava realment i junts van decidir posar fi al pla. Mentrestant, Sauji i Andrònic havien reunit forces a Apricídion, a prop de Constantinoble. Una nit, el soldà Murat es va presentar allí i va prometre la llibertat i el perdó als qui es rendissin, cosa que van fer la majoria tant els otomans com els grecs, i els dos prínceps van fugir. Sauji fou fet presoner a la ciutat de Demòtica, fou cegat i més tard executat. Andrònic fou fet presoner per les forces imperials juntament amb el seu fill Joan i foren condemnats a ser cegats, si bé per la manera en què es va fer l'operació ni pare ni fill van quedar del tot cecs i van romandre tancats a la presó d'Anemas. Aquesta revolta, segons els historiadors grecs, se situa el 1385, però segurament aquesta data és errònia i la revolta hauria durat del 1376 al 1379.

## La pèrdua de Tessalònica
Manuel, mentrestant, governava Tessalònica i feia la guerra als otomans pel seu compte, aprofitant que els otomans estaven en guerra amb els serbis a Europa i amb altres prínceps turcs a Àsia. Això va durar fins que Khair al-Din Pasha va avançar cap a la ciutat amb un fort exèrcit i Manuel, que no la podia defensar, va fugir per mar a la capital i va abandonar la ciutat als turcs. El seu pare va refusar de rebre'l a palau, per por de les represàlies de Murat, i Manuel va haver d'anar a Lesbos, on els Gattiluso van refusar també el seu acolliment. Finalment Manuel es va presentar a Brusa i es va sotmetre a la generositat del soldà, confessant la seva culpa i demanant la gràcia. Murat, després d'uns minuts de meditació, el va deixar tornar a Constantinoble.

## Enderrocaments i restauració
Els genovesos estaven disconformes amb la donació de Tènedos als venecians i per això van ajudar Andrònic a escapar de la presó, després van sorprendre Joan V i el seu fill Manuel, els van fer presoners i els van portar davant d'Andrònic, que va decidir tancar-los a la presó on havia estat fins llavors, si bé els va tractar humanament, tot i que el soldà li demanava d'executar-los. Andrònic fou reconegut emperador a canvi d'un fort tribut, però al cap d'un temps el soldà otomà, en veure que el poble preferia Joan sobre Andrònic, i que Joan es comprometia a pagar el mateix tribut i a aportar 12.000 soldats a les guerres de Baiazet, va imposar un acord i va ordenar alliberar els captius i els va restaurar com a emperadors a Constantinoble, tot reservant per a Andrònic el govern en feu de les ciutats i districtes de Selímbria, Heraclea, Rodostó, Dànies i Panidas, a la Propòntida, i la ciutat de Tessalònica, que durant uns anys havia estat en mans dels otomans, dels venecians i dels grecs. La cronologia d'aquests fets és molt confusa. Restablert Joan V, va enviar a la cort otomana el seu fill Manuel com a ostatge.
Joan V i Manuel foren convidats pel soldà a ajudar-lo en la conquesta de Filadelfia, que era la darrera possessió dels grecs a Àsia. La ciutat fou conquerida pels turcs ajudats per l'emperador (1390), que teòricament era el seu sobirà.
El 1389 Murat I fou assassinat per un presoner serbi anomenat Milosh Kobilovicz en la batalla de Kosovo Polje i el va succeir el seu fill Baiazet I, que molt aviat va entrar en contacte amb Andrònic i el seu fill Joan, empresonats a Anemas, i amb els caps genovesos de Pera, i va planejar destronar Joan V. El 1390 Joan V fou deposat pel seu net Joan VII Paleòleg, però va recuperar el poder al cap de cinc mesos. Llavors, a proposta de Manuel, va ordenar reforçar l'accés a Constantinoble utilitzant marbre de les esglésies de la ciutat i rodalia, però el soldà Baiazet I li va exigir de desfer els treballs sota amenaça de guerra i de cegar el seu fill Manuel, que romania com a ostatge. Joan va obeir el soldà, però, segons els historiadors, aquesta humiliació li va provocar un atac de nervis del qual va morir el 16 de febrer del 1391.
El seu fill Manuel II Paleòleg el va succeir com a emperador.

## Matrimonis i descendència
Joan es va casar el 28 de maig del 1347 amb Helena Cantacuzena, filla del qui va ser coemperador Joan VI Cantacuzè. Va deixar diversos fills, entre els quals:
- Andrònic IV Paleòleg, nascut el 1348, emperador 1376-1379
- Irene Paleòloga, nascuda el 1349, casada amb Halil, fill del soldà Orhan dels otomans, que era cosí seu per ser les mares de tots dos germanes.
- Manuel II Paleòleg, nascut el 1350, emperador 1391-1425.
- Teodor I Paleòleg, nascut el 1455, dèspota de Morea.
- Miquel Paleòleg, que va reclamar el tron de Trebisonda.
- Maria (d. 1376), que va estar promesa a Murad I però va morir abans de fer-se el matrimoni.
- Una filla que va estar promesa a Pere II de Xipre.
- Dues filles que es van fer monges l'any 1373.